# Крістіан Бушой
Крістіан Сілвіу Бушой (рум. Cristian Silviu Bușoi; нар. 1 березня 1978, Дробета-Турну-Северин) — румунський політик і лікар, депутат Європейського парламенту з 2007 по 2013 і 2014.
У 2003 році закінчив медичний факультет Університету медицини і фармації ім. Кароля Давіла (Бухарест), а через чотири роки отримав ступінь в Університеті Тіту Майореску. Він працював лікарем і викладачем університету.
З 1999 по 2002 він очолював асоціацію молоді в своєму рідному місті, потім у 2005 році — ліберал-клуб студентів. У 2004 році він увійшов до міської ради Бухареста. У тому ж році від Національної ліберальної партії став членом Палати депутатів, де він працював протягом трьох років. У 2005 році він був обраний міжнародним секретарем НЛП.